# Église Saint-Blaise de Bogy
L'église Saint-Blaise est érigée dans la commune de Bogy, département de l'Ardèche en région Auvergne-Rhône-Alpes. L'édifice est situé au centre du village et dépend de la paroisse catholique Bienheureux Gabriel Longueville. Son architecture est de style néoroman.

## Historique
Les documents cités dans la bibliographie de l'article permettent d'établir la chronologie suivante : 
- 1154 : Bogy est désigné sous le nom de « Sanctus Blascus ».
- 1593 :  Au départ simple chapelle dépendant du prieuré Saint-Martin de Peyraud, Bogy est érigé en paroisse [2]. Comme l’ensemble des paroisses vivaroises situées au nord du Doux elle dépend alors de l’archidiocèse de Vienne (Isère).
- 1789 : Révolution…
- 1793 : Fermeture de l’église au culte ?
- 1802 : Réouverture officielle au culte : l’église demeure paroissiale dans le cadre de la mise en place de l’organisation temporelle concordataire.
- 1807 : Réorganisation du maillage paroissial : l’église perd son statut d’église paroissiale. En effet le budget des traitements des ministres des cultes et donc le nombre des paroisses est revu à la baisse par l’État. La paroisse est rattachée à celle de Peaugres.
- 1840 : Rétablissement du statut d’église paroissiale. Le desservant redevient fonctionnaire d’État jusqu’à la Loi de séparation des Églises et de l'État.
- 1866 : Exposition au conseil municipal de la nécessité de reconstruire l’église (3 août).
- 1867 :  Adjudication des travaux pour 16 550 francs.
- 1870 : Réception définitive des travaux pour un coût total de 17448,50 francs. L’ancienne église n’est pas détruite puisque visible en 2020 depuis la « rue des Deux-Églises ».

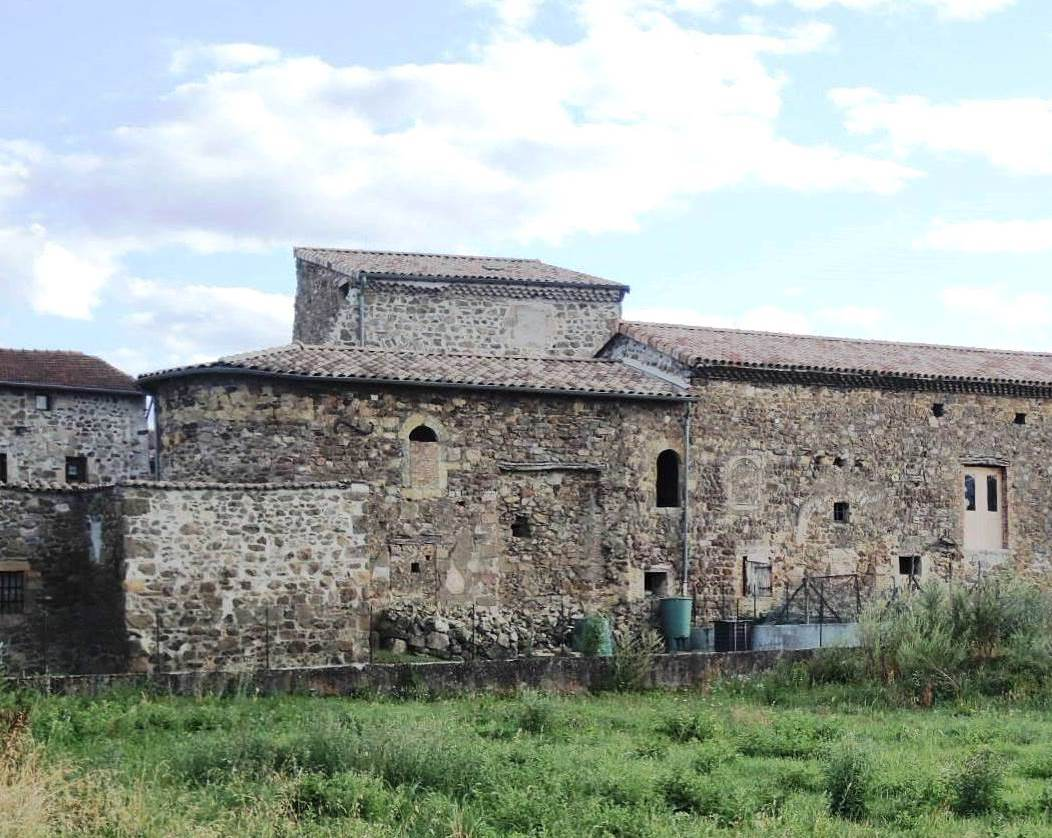
L'ancienne église n'a pas été entièrement démolie.

- 1906 : Inventaire de l’église dans le cadre de la Loi de séparation des Églises et de l'État. Prévue le 23 février l'opération est reportée en raison d’une manifestation de paroissiens.
- 1909 – 1910 : Embellissement de l’église avec blanchissage, pose de carrelage, rejointage de la façade, réparation de chenaux. Le tout pour 1637,14 francs.
- Années 1990 : Campagne de travaux sur les façades.
- 1994 : La paroisse de Bogy et les autres paroisses catholiques de la banlieue d’Annonay (sauf Roiffieux) forment l’« Ensemble Inter Paroissial d'Annonay - rural ».
- 2003 : Création de la paroisse « Saint-Christophe lès Annonay », par fusion des paroisses catholiques existantes (1er janvier) [1].
- 2020 : Campagne de travaux avec la reprise des peintures intérieures des murs et voûtes (janvier - février).
- 2021 : Création de la paroisse « Bienheureux Gabriel Longueville » du Bassin d'Annonay par fusion des paroisses « Sainte-Claire » d’Annonay, de Roiffieux et de La Vocance et « Saint-Christophe lès Annonay » (1er mai) [3].

## Description générale
Composée d’un clocher sur la façade principale surmontant le portail d’entrée et une tribune intérieure, l’église est à une nef voûtée. Son plan est en forme de croix latine. L‘abside est cintrée. Le tout est caractéristique du style roman

## Vocable
Saint Blaise de Sébaste est le patron de cette église.

## Visite de l'édifice

### Le sanctuaire
Plusieurs éléments aux fonctions liturgiques précises : 
- le siège de présidence, ici un fauteuil.
- la Croix du Christ dominant l’assemblée.
- l’ambon.
- l’autel, reposant sur un pied unique. Il permet la célébration « face au peuple ».
- le tabernacle avec sa porte sculptée représentant L’Assomption. Il est inséré au sein de l’ancien maitre-autel.

### Vitraux
Les vitraux aux motifs géométriques insèrent des éléments figuratifs sous la forme de médaillons.
Dans la nef :
- Le Cœur immaculé de Marie,
- Les Attributs de la passion,
- Le Sacré-cœur,
- Les Attributs de saint Blaise.

Dans le transept :
- La mort de saint Joseph,
- Saint Dominique Guzman recevant le rosaire de Jésus et de Marie.

Dans le chœur :
- Saint Blaise accueillant et soignant un enfant malade et sa mère,
- Vierge en gloire ou L’Assomption,
- Le Christ remettant les clés du Royaume de Cieux à saint Pierre.

### Sculptures

#### Tympan
Le tympan du portail principal présente un Christ en majesté sculpté.

#### Statues
Plusieurs statues décorent l'église :
- L’Immaculée conception,
- Saint Joseph,
- Sainte Thérèse de Lisieux,
- Sainte Anne,
- Saint Antoine de Padoue.

#### Autres éléments sculptés
Divers éléments :
- les fonts-baptismaux décorés du chrisme.
- le confessionnal placé dans la chapelle de saint Joseph.
- un élément rappelant l’histoire de paroissiens : le monument aux morts pour la France 1914 – 1918 avec 15 noms gravés dont celui de Léon Magnard, curé.
- un symbole sculpté : L’Agneau de Dieu sur l’ancien maitre-autel.
- l’autel de la Sainte Vierge décoré du monogramme AM et d’une rose sculptée sur la porte de son tabernacle.
- l’autel de saint Joseph décoré du monogramme S J et d’un lys sculpté.

### Harmonium
Un harmonium présent dans l’église est l’œuvre de la société : Les Petits-fils de M. Kasriel, Manufacture d’harmoniums, 6 rue Tolain à Paris, XX e comme en témoigne la plaque placée au-dessus du clavier.

## Chronologie des curés

### ? – 1994
Un curé, aidé parfois d'un vicaire a la charge de la paroisse dont le territoire correspond approximativement à celui de la commune.

### 1994 – 2003
Une équipe presbytérale dont les membres sont « curés in solidum » (responsables solidairement) a la charge de l’ensemble des paroisses catholiques de la banlieue d’Annonay (ensemble inter-paroissial d'Annonay - rural).

### 2003 – 2021
Avec la création de la paroisse Saint-Christophe dont le territoire comprend la banlieue d'Annonay, à l'exception de Roiffieux et de la vallée de La Vocance, une equipe d’animation pastorale (E.A.P.) composée de laïcs en mission et de prêtres nommés « curés in solidum » à la charge de la paroisse nouvelle.

### Depuis 2021
Avec la création de la paroisse « Bienheureux Gabriel Longueville » dont le territoire correspond au bassin de vie d'Annonay, une équipe d’animation pastorale (E.A.P.) présidée par un prêtre nommé « curé » à la charge de la paroisse nouvelle.